# 富寧花園
富寧花園（英語：Fu Ning Garden）為香港的一個私人參建居屋屋苑，位於新界將軍澳第三十區坑口寶寧路25號。

## 歷史與位置
富寧花園現址由將軍澳海灣填海而來，在將軍澳坑口以北，位處坑口村及將軍澳醫院之間，是坑口區內首個落成的屋苑，毗鄰東港城、厚德邨、蔚藍灣畔等多個大型屋苑；屋苑靠近坑口道及銀綫灣與背後山群，並非處於坑口的中心區，周邊密度相對較低。

## 概要
富寧花園由中拓工程發展及德榮建築（今標準資源）的附屬公司「Sebasto Investment Company Limited」合作發展，於1990年落成；現時物業管理公司為怡信物業管理。
屋苑共設6座住宅樓宇，於每座大廈地下亦設有單位，合共2450個住宅單位，屋苑間隔分爲兩房及三房、單位面積由504至661平方呎，實用率達90%。高層單位可遠眺銀線灣海景，而大部份單位則能看到樓景或山景。另外，屋苑設有三層停車場，合共提供317個車位。

## 屋苑資料[2]

### 樓宇
| 樓宇名稱（座號） | 樓宇類型                      | 落成日期  | 層數 | 每層伙數 | 每座單位數目 | 建築師   | 承建商   | 提供升降機的廠商（更換前） | 提供升降機的廠商（更換後） | 期數 |
| ---------------- | ----------------------------- | --------- | ---- | -------- | ------------ | -------- | -------- | -------------------------- | -------------------------- | ---- |
| 第1座            | 私人參建居屋樓宇 （井字長型） | 1990年4月 | 35   | 12       | 412          | （待查） | （待查） | 大寶 (Diebold)             | 菱王(WINONE)               | 1    |
| 第2座            | 私人參建居屋樓宇 （井字長型） | 1990年4月 | 35   | 12       | 400          | （待查） | （待查） | 大寶 (Diebold)             | 菱王(WINONE)               | 1    |
| 第3座            | 私人參建居屋樓宇 （井字長型） | 1990年4月 | 35   | 12       | 408          | （待查） | （待查） | 大寶 (Diebold)             | 菱王(WINONE)               | 1    |
| 第4座            | 私人參建居屋樓宇 （井字長型） | 1990年4月 | 35   | 12       | 414          | （待查） | （待查） | 大寶 (Diebold)             | 菱王(WINONE)               | 2    |
| 第5座            | 私人參建居屋樓宇 （井字長型） | 1990年4月 | 35   | 12       | 408          | （待查） | （待查） | 大寶 (Diebold)             | 菱王(WINONE)               | 2    |
| 第6座            | 私人參建居屋樓宇 （井字長型） | 1990年4月 | 35   | 12       | 408          | （待查） | （待查） | 大寶 (Diebold)             | 菱王(WINONE)               | 2    |

### 設施
屋苑設有籃球場、兒童遊樂場、長者康樂場、石卵按摩徑、單車停泊場、園藝花園、乒乓球室、棋藝室、圖書閲覽室等設施；屋苑中庭設有羅馬式圓形廣場及噴泉，可供住戶休憩及屋苑舉行活動。屋苑使用八達通出入系統。
屋苑內設一所幼稚園，2013學年開始為歡樂創意幼稚園 （页面存档备份，存于），之前為將軍澳英皇英文幼稚園 （页面存档备份，存于）。
屋苑附近設一所小學，港澳信義會小學 （页面存档备份，存于）和一所中學，保良局甲子何玉清中學。

### 相片集

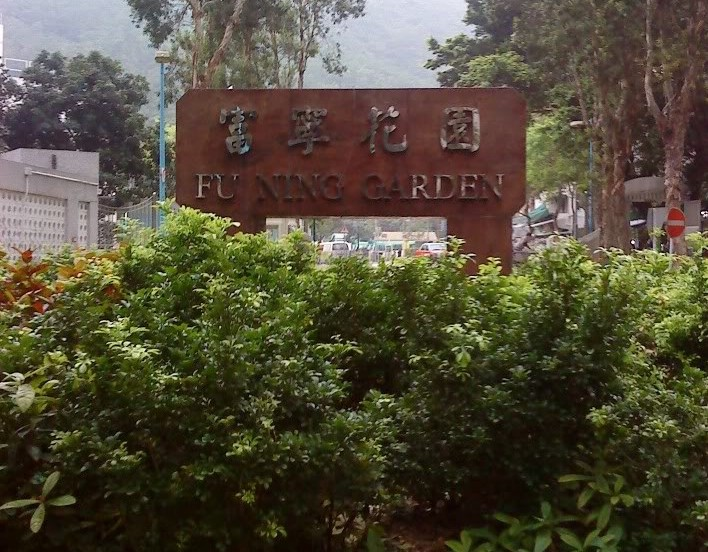
富寧花園牌坊
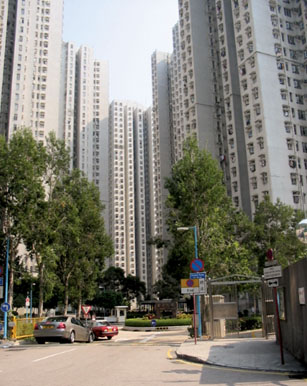
富寧花園集福路入口
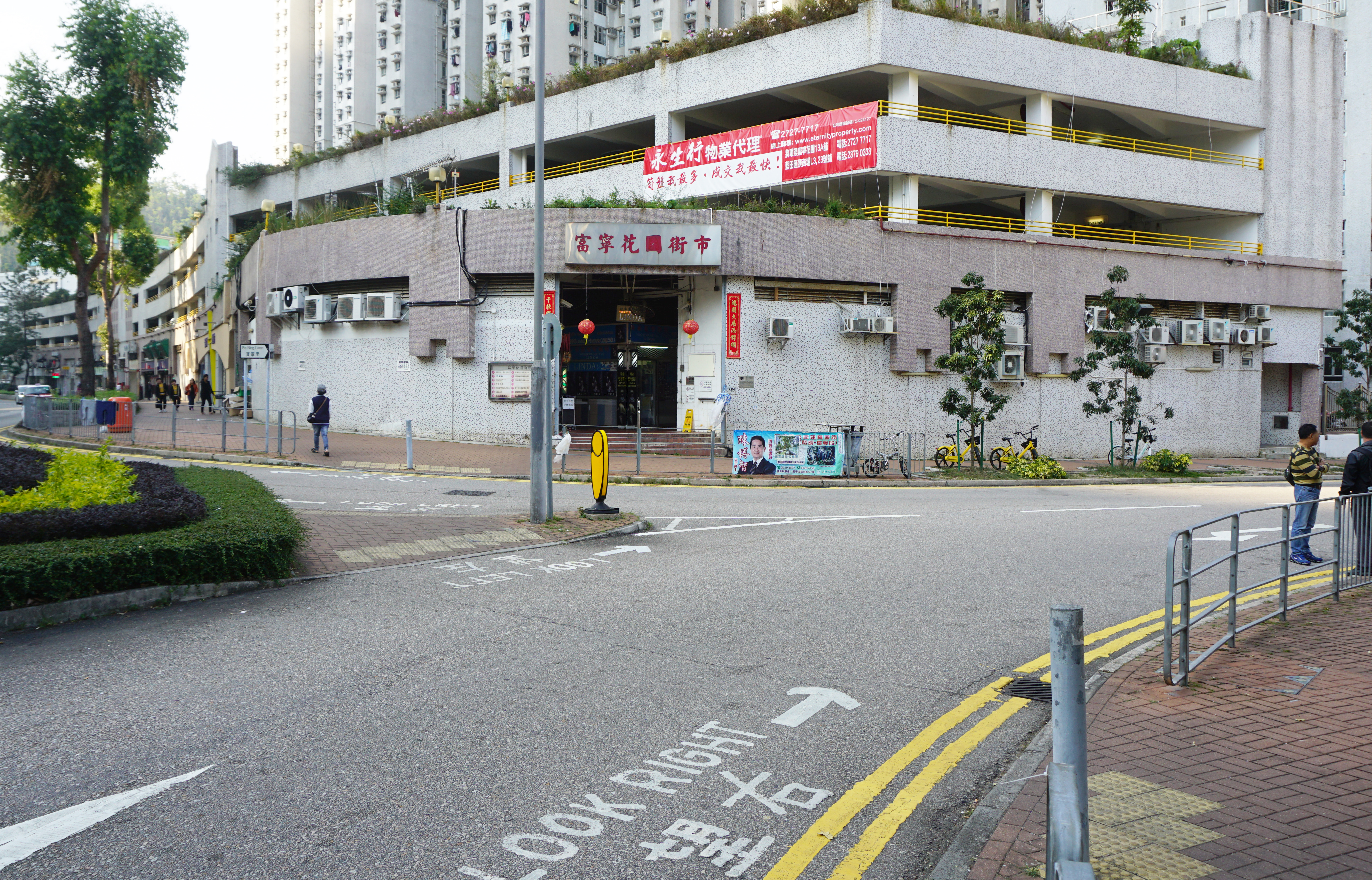
富寧花園停車場、商場及街市
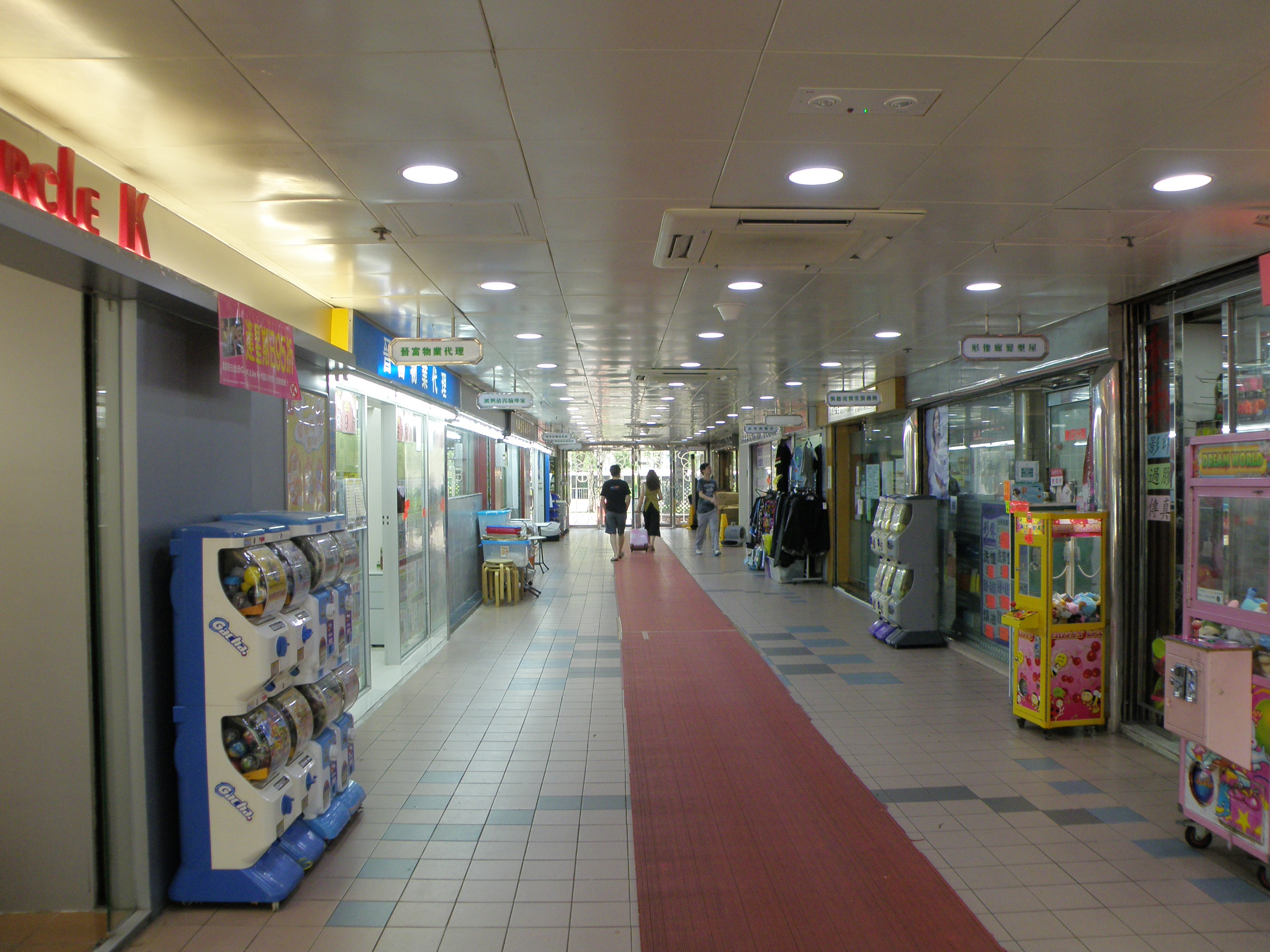
富寧花園商場內貌
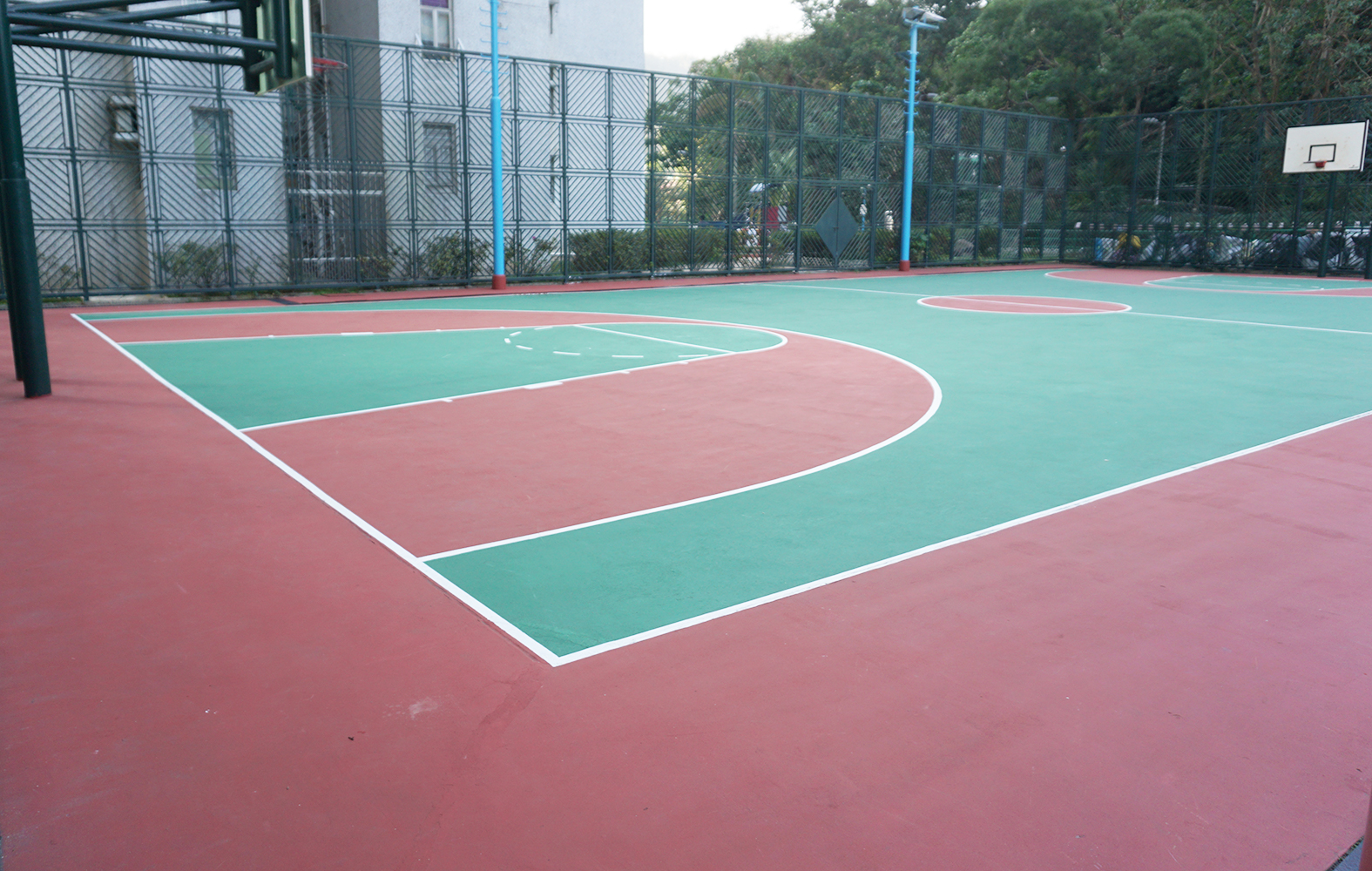
籃球場
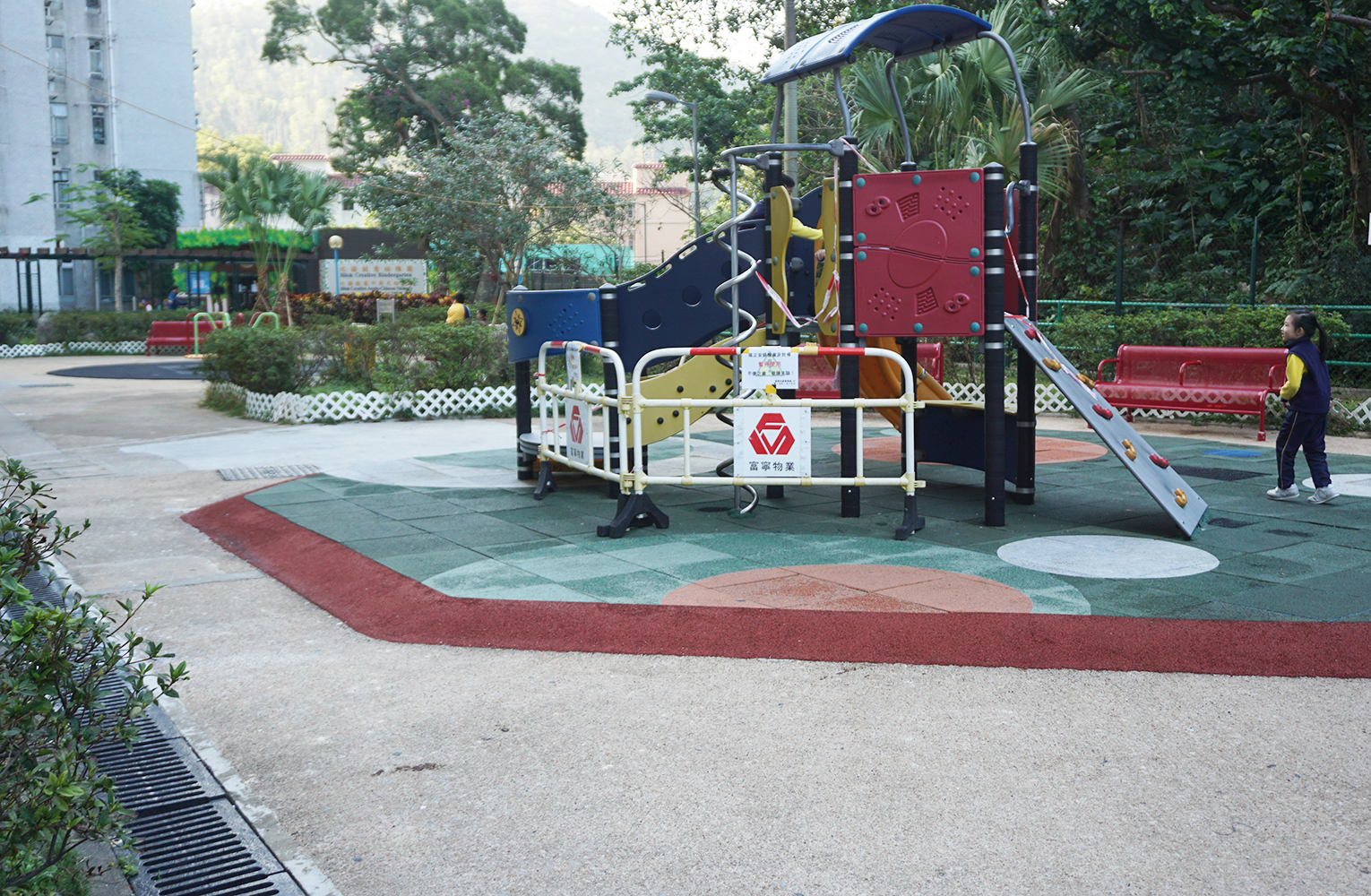
團團轉、幼稚園、滑梯及小童攀石牆
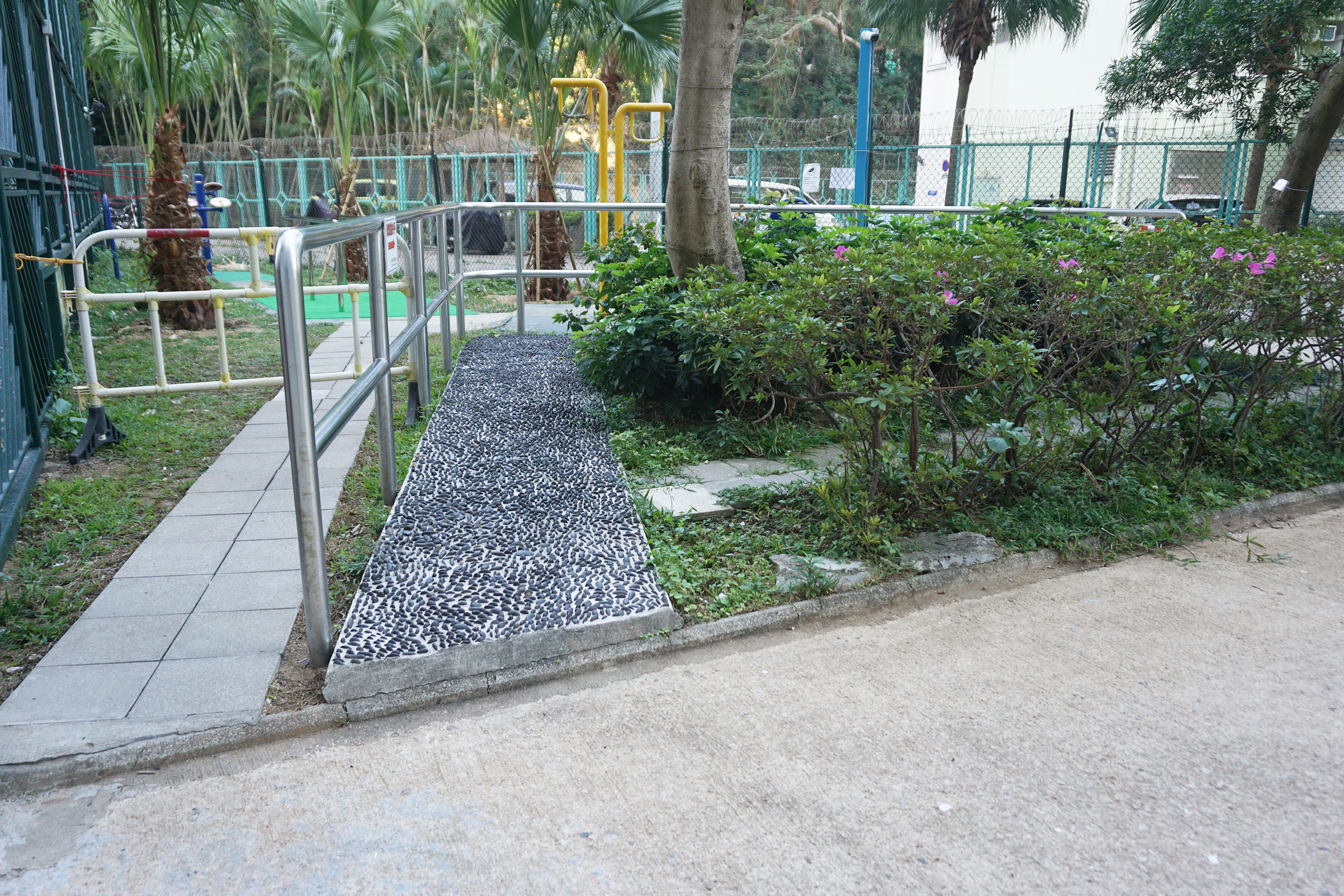
卵石路步行徑及健體區

### 配套
屋苑設有一個小型購物商場及街市，商場設有港鐵特惠站（只接受使用八達通）。住戶亦可前往附近的東港城、TKO Gateway、厚德街市、連理街、南豐廣場等大型商場及街市。附近設有多條巴士及小巴線，附近為坑口（北）巴士總站。

## 鄰近文康設施
- 西貢將軍澳政府綜合大樓
- 坑口體育館
- 坑口社區會堂
- 香港單車館
- 將軍澳運動場
- 將軍澳室內單車場及體育館
- 將軍澳游泳池
- 將軍澳公共圖書館
- 將軍澳市鎮公園
- 坑口文曲里公園
- 鴨仔山公園
- 常寧遊樂場
- 培成花園

## 交通
2023年7月1日前，居民可於屋苑外候車處乘坐免費穿梭專線小巴往新都城中心購物用膳。惟此專線及相關安排已於2023年7月1日起永久取消。

## 事件
2023年7月19日晚上10時，有救護車要求開閘駛入時，屋苑保安未有打開大閘，更要求救護車兜路，救護員表示會阻礙救人時間。但控制室保安要求救護員自行進入。事件引起居民拍攝片段，並勸籲保安員開閘，雙方因而一度爆發口角。市民批評女保安員的行為等同妨礙救人。本身為富寧花園居民的區議員陳耀初表示，與管業處溝通後，他們認為兩位保安員的表現不符合公司要求，其中涉事女保安員已被停職。